# Jaknikker

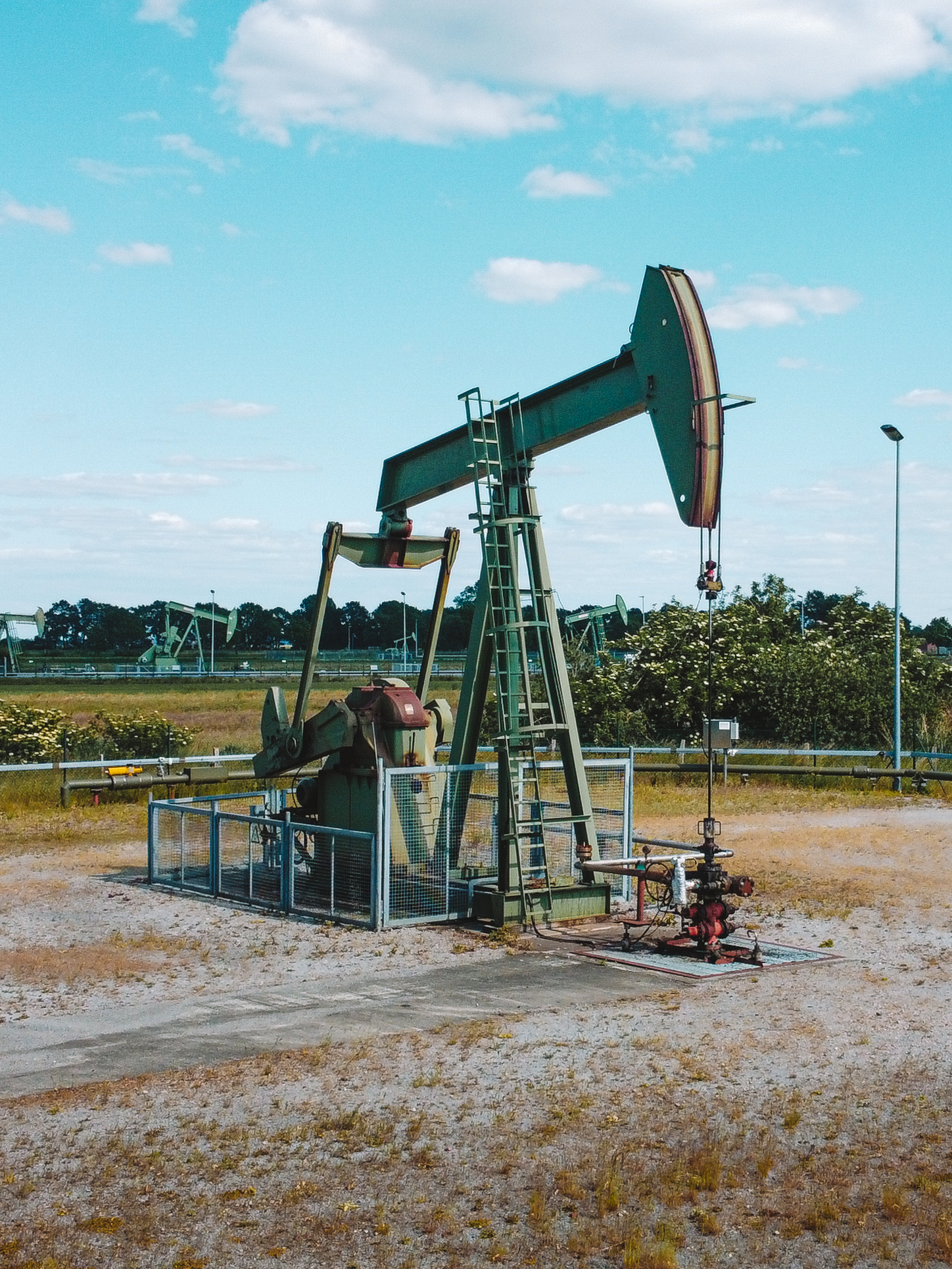
Een jaknikker in Emlichheim, net over de grens bij Schoonebeek

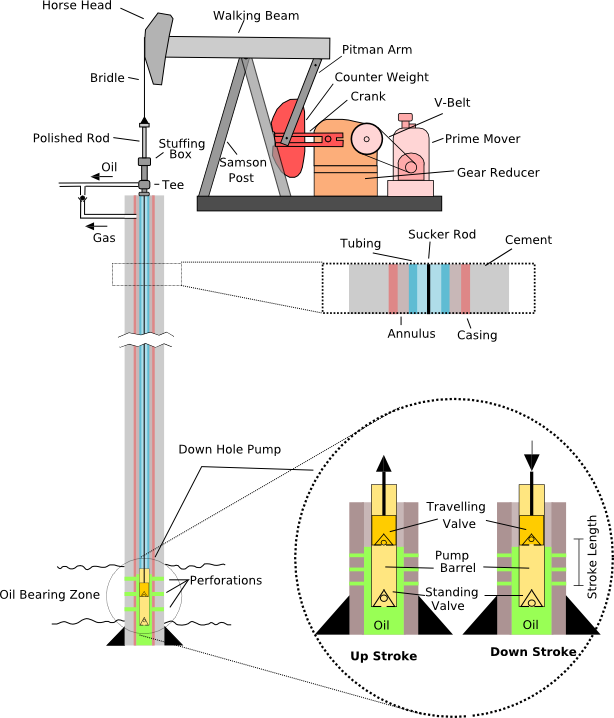
Schematische voorstelling van de werking van een jaknikker

Een jaknikker (uitspraak: ja-knikker) is de populaire benaming voor het bovengrondse deel van een pomp die aardolie uit de grond oppompt. Deze methode is nodig op plaatsen waar de aardolie taai en stroperig is en niet door middel van opstuwend water of gas spontaan naar boven komt.

## Geschiedenis
De jaknikker is een uitvinding van Walter C. Trout, een werknemer bij een machinefabriek in Lufkin in de Amerikaanse staat Texas. Tot die tijd werd olie omhoog gehaald met pompen die voor het grootste deel gemaakt waren van hout, die een horizontale beweging omzetten in een verticale. De pomp die Trout in 1925 ontwierp, beweegt verticaal, maar werkt ook nog eens met een contragewicht, waardoor de efficiëntie toenam. De jaknikker zelf is het zichtbare gedeelte van een ondergronds mechanisch pompsysteem dat in een olieput is geïnstalleerd.

## Beschrijving
De jaknikker bestaat uit een hooggeplaatste hamervormige constructie die op twee tegenover elkaar geplaatste, A-vormige ondersteuningen rust: de kop van de hamer is de pompstang (Engels walking beam), de steel van de hamer heet balanssegment maar wordt ook "paardenkop" (horse head) genoemd. De hamer heeft aan de punt van de kop een stelsel van staaldraden (bridle) dat verticaal verbonden is met een dompelpomp met stelwielen. Aan de andere kant van de pompstang zijn twee stalen armen (pitman arm) bevestigd. Deze twee armen sluiten aan op de motor en twee zware, halfronde schijfvormige contragewichten.

## Werking
Nadat met behulp van een boortoren een oliebron is aangeboord, wordt de leiding naar de bron aangesloten op een dompelpomp. Deze pomp bevindt zich diep onder de grond, in de op te pompen olie. De pomp wordt aangedreven door een bovengronds geplaatste elektromotor. De jaknikker verzorgt de mechanische overbrenging naar de zuiger in de ondergrondse pomp.

### Waarom de pomp zo diep ligt
De atmosferische druk op zeeniveau is ongeveer 1000 hectopascal. Om een vloeistof naar de oppervlakte op te zuigen moet er een sterke onderdruk gemaakt worden, die onderdruk kan niet groter worden dan de atmosferische druk, waardoor de zuighoogte beperkt is.
Die zuighoogte is afhankelijk van de soortelijke massa van die vloeistof en de lokale luchtdruk. Theoretisch kan water vanaf de oppervlakte tot maximaal ongeveer 10 meter hoogte opgezogen worden. Bij olie, die lichter is, kan dit tot ca. 15 meter. 
Als vanaf een grotere diepte een vloeistof omhoog gepompt moet worden, kan men dit verwezenlijken door het pompgedeelte in de put te plaatsen, en de aandrijving bovenaan.

## Nederland
In Nederland waren van 1948 tot 2013 bij Schoonebeek in Drenthe en in Zuid-Holland jaknikkers van de Nederlandse Aardolie Maatschappij (NAM) actief. In Schoonebeek zijn nog enkele jaknikkers te zien, maar deze zijn sinds 1996 niet meer in werking of staan net over de grens in Duitsland. De eerste jaknikkers bij Schoonebeek verschenen in de Tweede Wereldoorlog net over de Duitse grens op het Emlicheimerveld. 
Op 30 augustus 2013 werden de laatste negen jaknikkers van Nederland uitgeschakeld. Dit gebeurde op het terrein van de NAM aan de G.K. van Hogendorpweg in Rotterdam-Schiebroek. In 1983 werd hier begonnen met het oppompen van de olie met de jaknikkers. Het terrein maakte deel uit van het zogenoemde Rijswijkveld. In totaal hebben de jaknikkers hier 26 miljoen vaten olie opgepompt. Alle jaknikkers werden verwijderd. Exemplaar BRK-10 is in 2014 naar het Openluchtmuseum Arnhem gegaan. Deelgemeente Hillegersberg-Schiebroek wilde er daarnaast een op de brede middenberm van de G.K. van Hogendorpweg plaatsen.
De gemeente Emmen besloot begin 2014 dat de jaknikker aldaar vooralsnog zou blijven functioneren.

### Hernieuwde winning
Bij een hoge olieprijs is het rendabel sommige Nederlandse olievelden met vernieuwde technieken opnieuw te gaan exploiteren. Bij Schoonebeek is men daar in 2010 met behulp van stoominjectie mee begonnen. Bij deze manier van winning worden geen jaknikkers meer gebruikt. Wel staan er 15 meter hoge moderne pompen in het veld. De olie uit het Schoonebekerveld wordt niet zoals voorheen naar Pernis vervoerd, maar per pijpleiding naar de 50 km verderop gelegen BP-raffinaderij bij het Duitse Lingen.

## Afbeeldingen

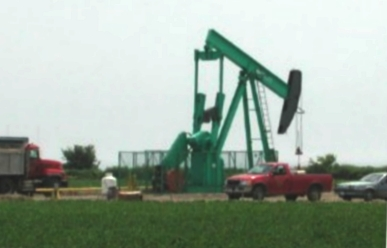
Een jaknikker in Canada
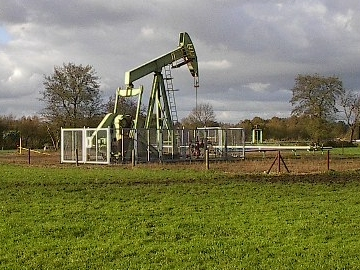
Een andere jaknikker van het olieveld bij Emlichheim
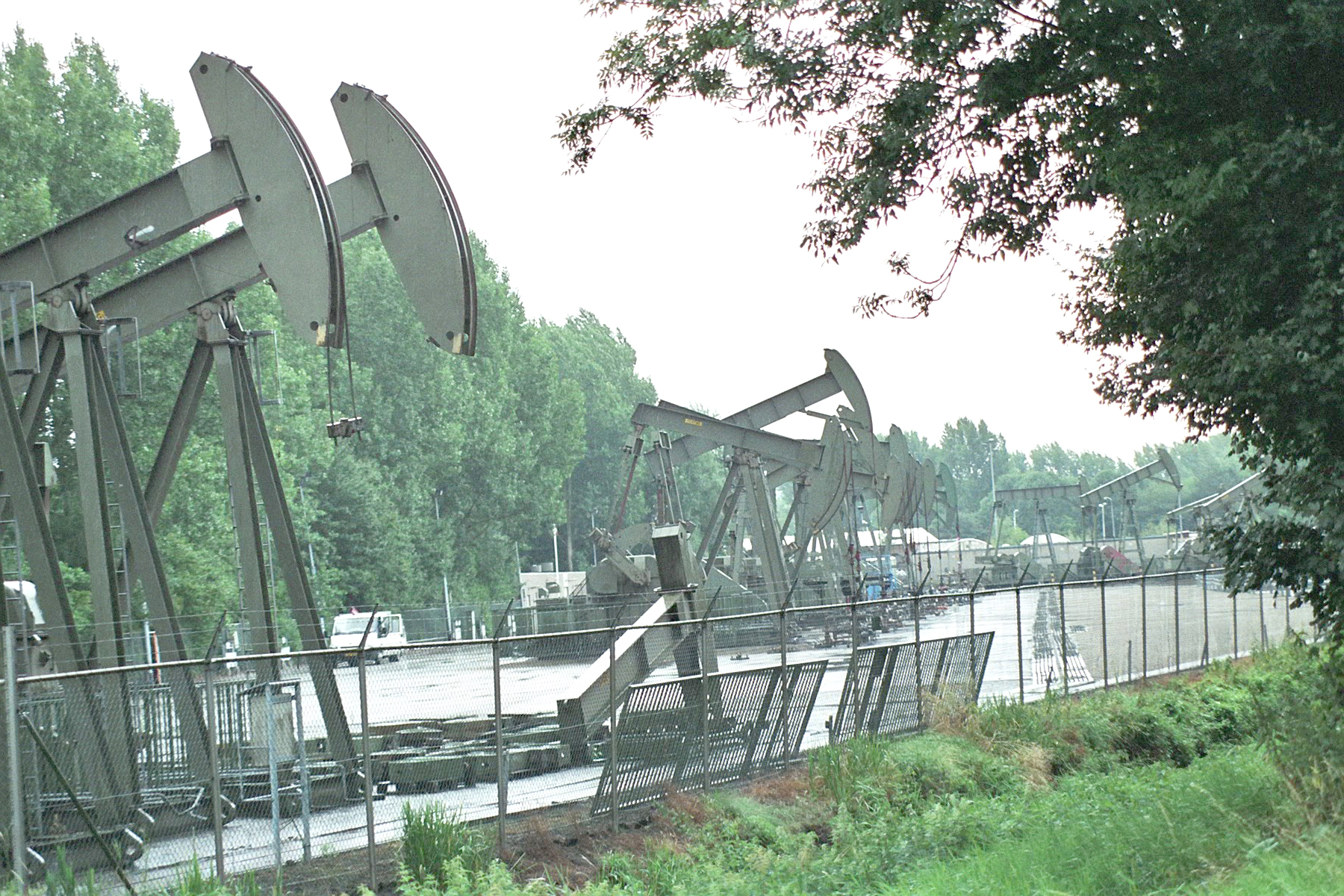
Jaknikkers bij Rotterdam-Schiebroek
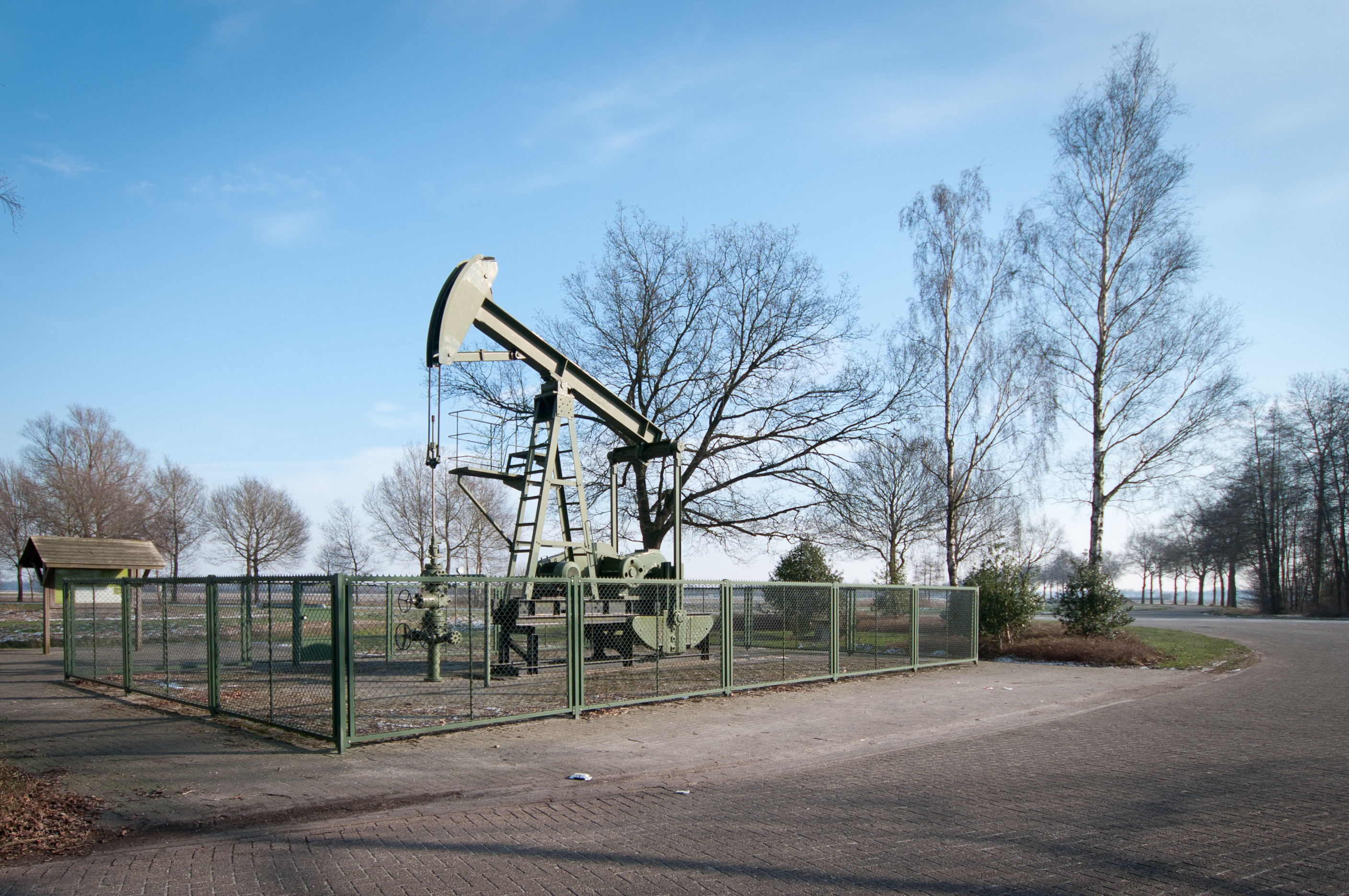
Jaknikker tussen Schoonebeek en Amsterdamscheveld